# Perișor (gmina)
Perișor – gmina w Rumunii, w okręgu Dolj. Obejmuje miejscowości Mărăcinele i Perișor. W 2011 roku liczyła 1746 mieszkańców.